# ゴスフォース十字架

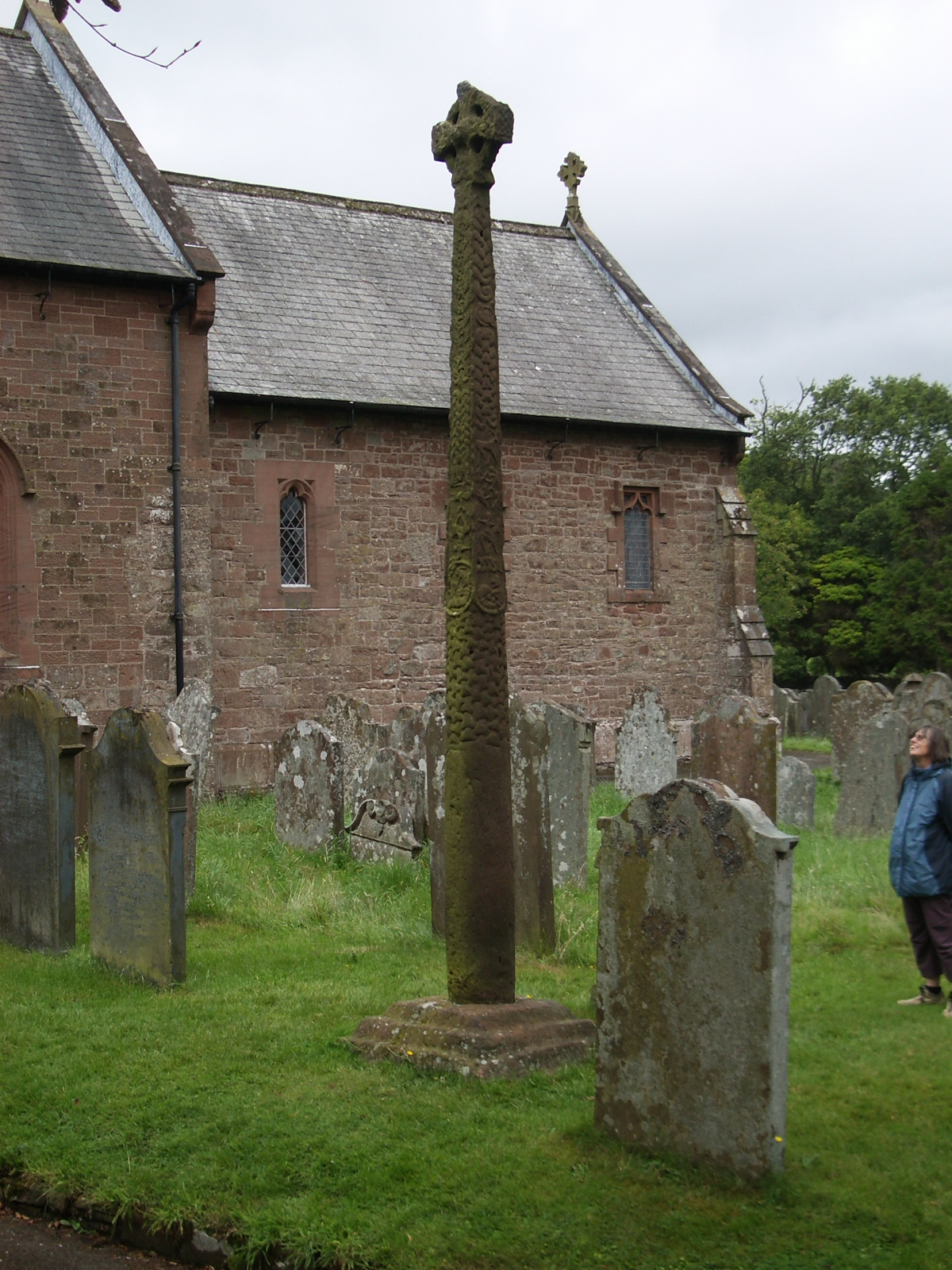
南西からの撮影

ゴスフォース十字架はアングロ=サクソン芸術の彫刻が施された大型の石造十字架である。日本語文献では「ゴスフォースの十字架」「ゴスフォースの十字架石碑」などとも呼ばれる。
イギリス・カンブリアカウンティの、ゴスフォースの聖母マリア教会に設置されており、10世紀前半の物であろうと推定されている。9世紀または10世紀のいずれかのタイミングで、ノース人たちはかつてノーサンブリア王国の一領土であったこの地に入植してきた。彫刻に描かれるキリスト教的シンボルと北欧の異教的シンボルの共存はキリスト教化が北欧に与えた影響を示す有形の証拠であるという説を受けて、この十字架は耳目を集めるようになった。

## 概要
北欧神話の登場人物や場面を表現したと解釈される精巧な彫刻がゴスフォース十字架には施されている。
ゴスフォース十字架が最初に同定されたのは1866年であり、アマチュアの古物研究者であるチャールズ・アランデル・パーカーが彼の著作The Ancient Crosses at Gosford and Cumberland（『ゴスフォードとカンバーランドにおける古代の十字架』）においてこれを行った。彼は十字架が『古エッダ』に記述される場面を表していることを説明した。
十字架に施された彫刻には以下の場面に同定されたものを含む。
- 捕縛されたロキと彼を守ろうとする妻シギュン
- 角笛を抱えたヘイムダル神
- フェンリルの顎を引き裂くヴィーザル神
- ヨルムンガンド（ミズガルズの大蛇）を捉えようとして失敗するトール

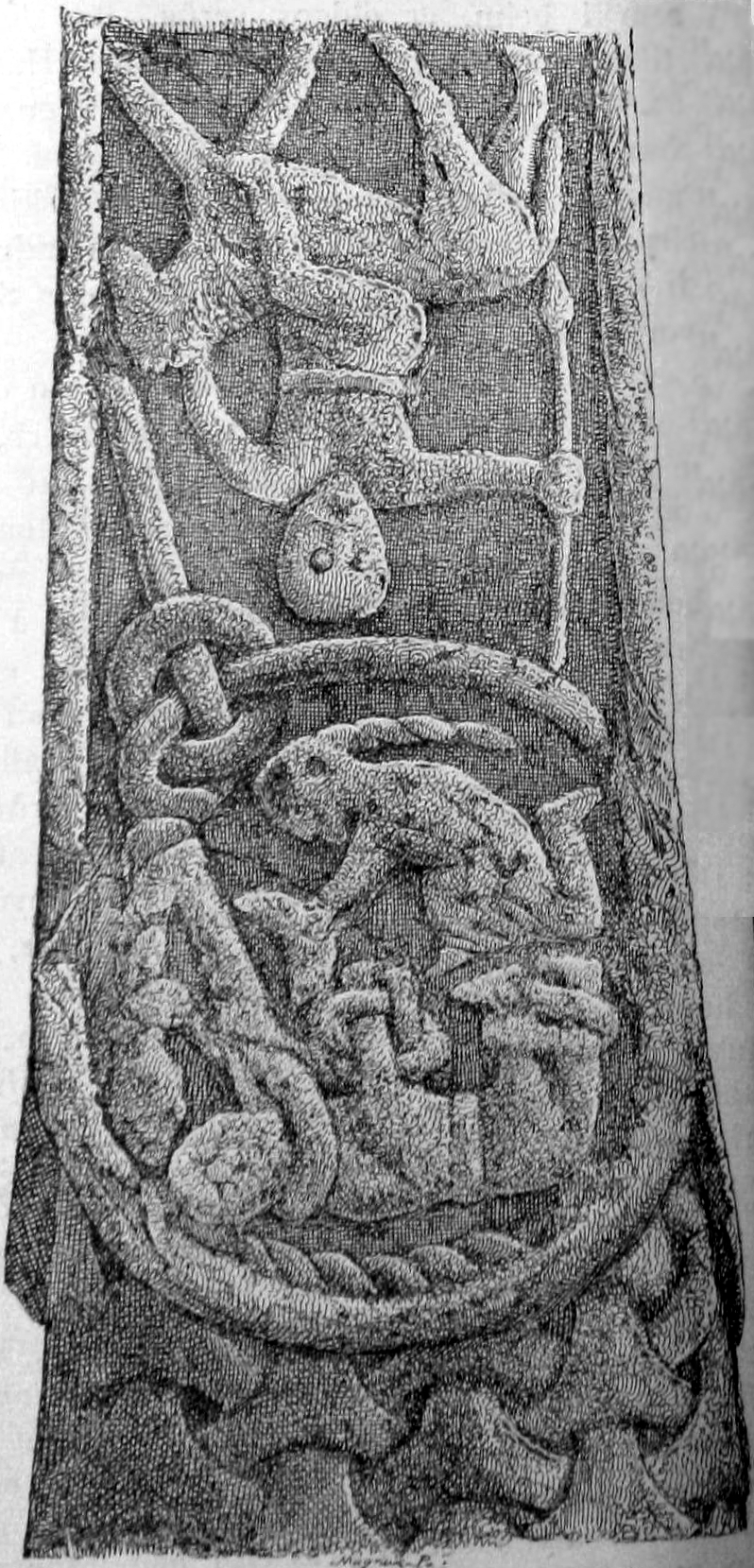
捕縛されたロキ
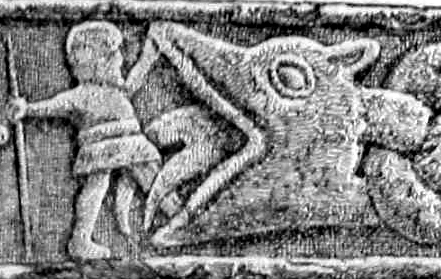
ラグナロクにおけるヴィーザルとフェンリルの戦い
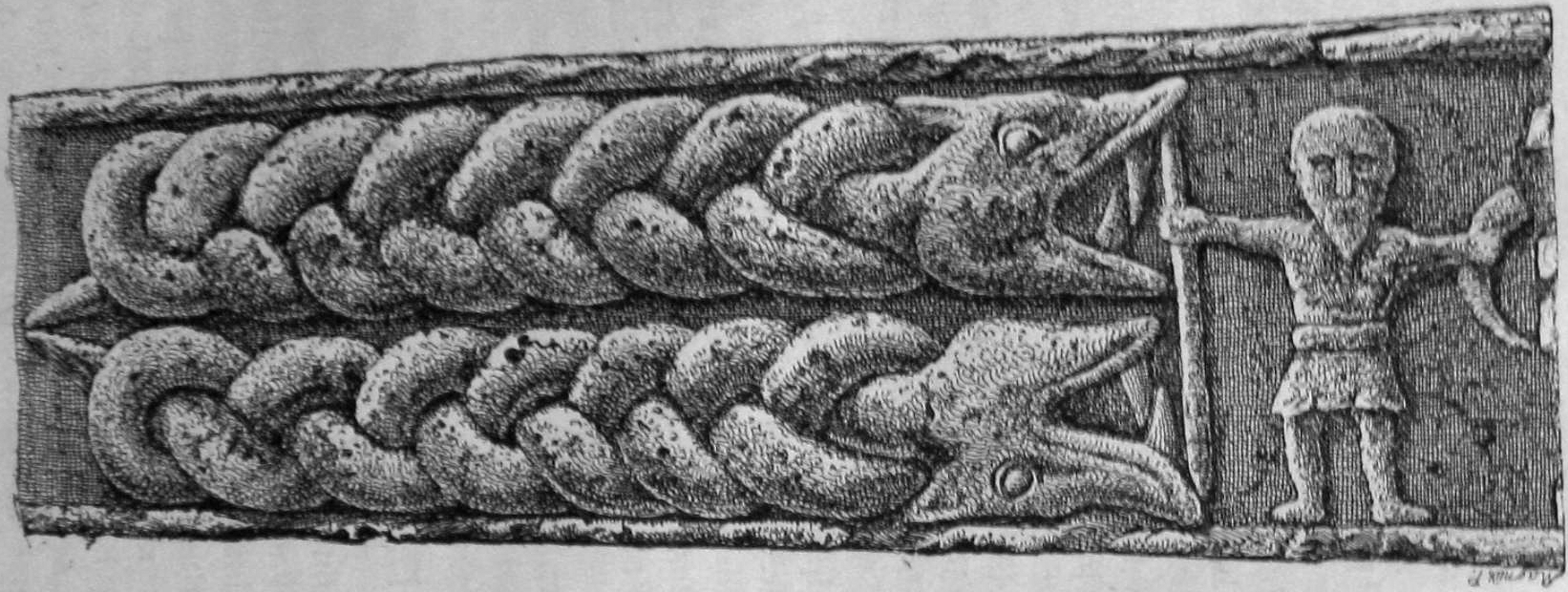
フェンリルと角笛を持ったヘイムダル

この十字架にはキリストの磔刑の描写のようなキリスト教的なシンボルもまた彫刻されている。
キリスト教的シンボルと北欧の異教的シンボルが十字架に共存していることは、キリスト教化に異教の物語が利用された事の証拠と言えるかもしれない。
十字架の高さは4.4メートルであり赤色砂岩から作られている。
製造年代は920年から940年の間と推定されており、現代でもなお実に良好な状態を保っている。
ゴスフォース十字架と Irton Cross の重要性を認めたヴィクトリア&アルバート博物館は1882年に十字架を複製し、
これを博物館の複製品展示室に展示している。1887年、ウィリアム・スレーター・カルバリーはこの十字架の実物大の複製品を注文し、
カンブリアカウンティのアスパトリアの教会の中庭に設置した。

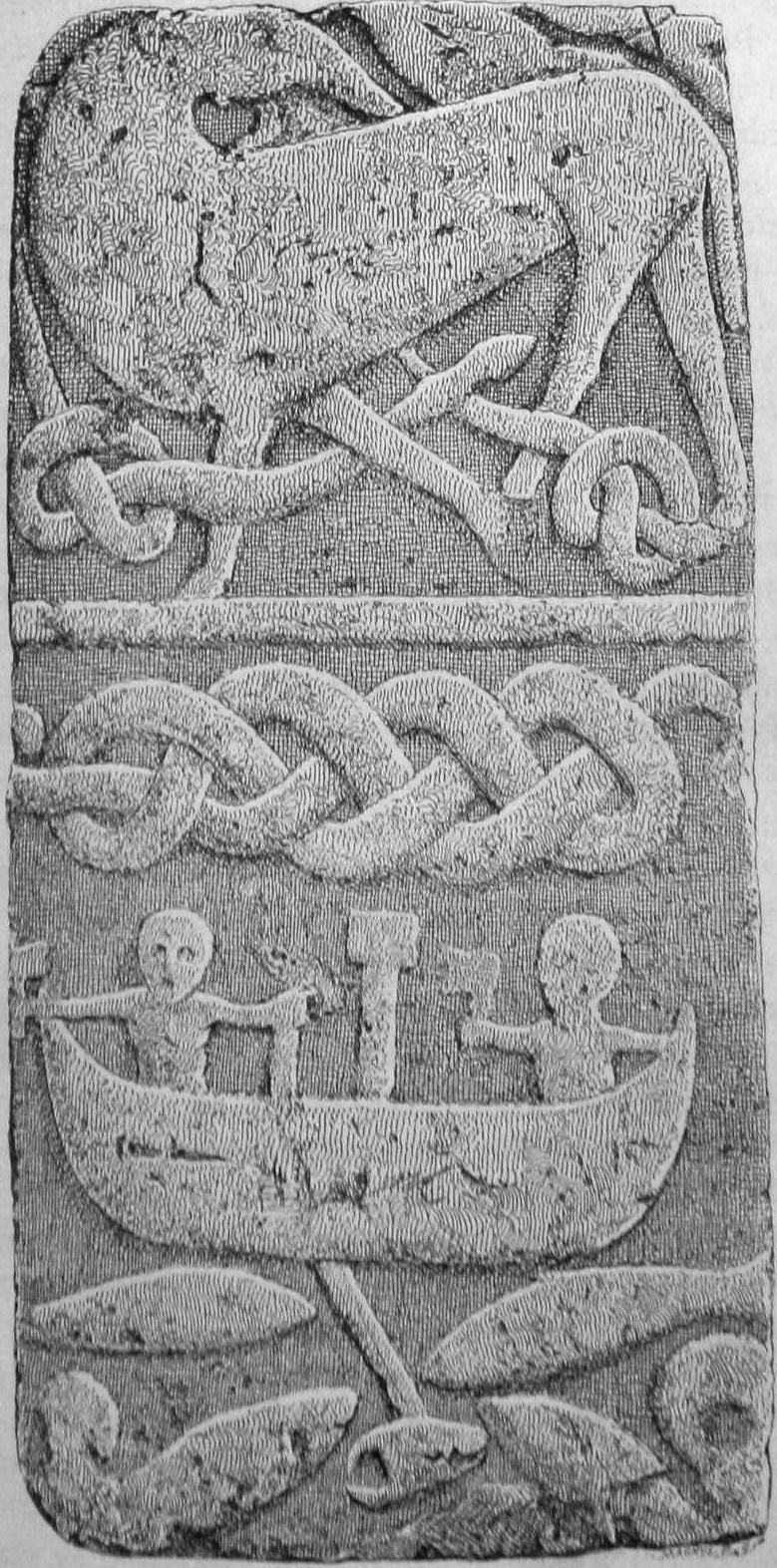
ホッグバック墳墓の彫刻。釣りをするトール

ゴスフォースの聖母マリア教会はこの他にも重要なホッグバック墳墓を備えているが、これはトール神が釣りをしている場面を彫刻した別の十字架の断片を流用した物とも考えられる。